# Sacre rappresentazioni italiane del Rinascimento

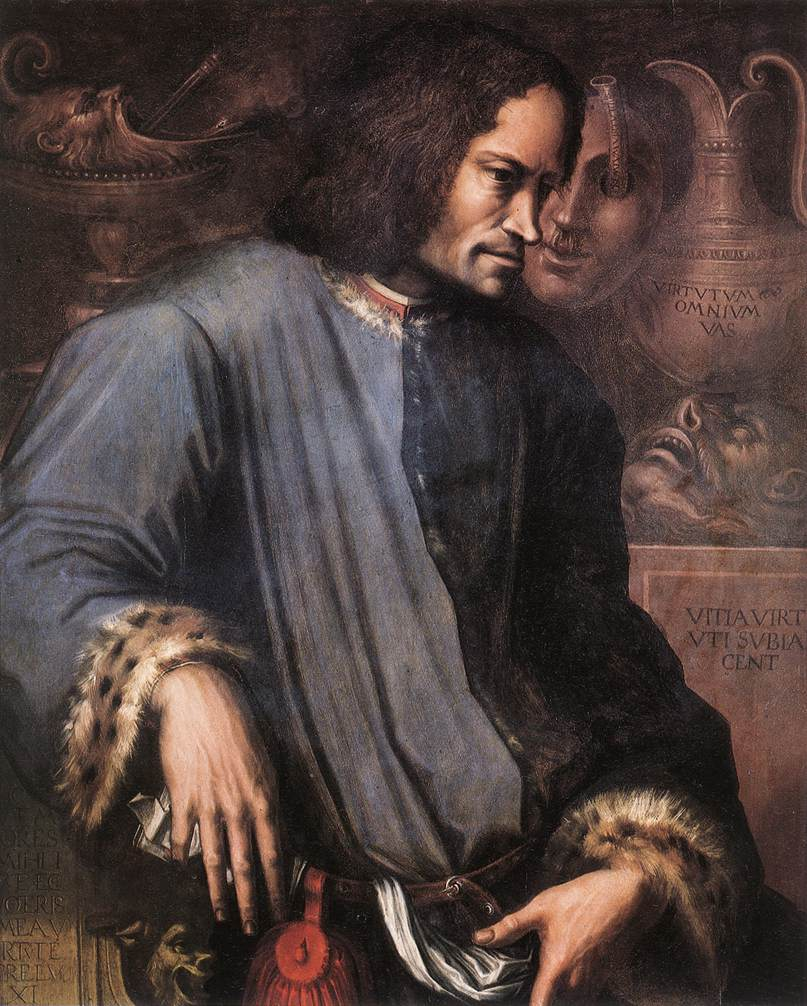
Giorgio Vasari, Ritratto del Magnifico

Qui di seguito viene elencata, suddivisa per autore e in ordine alfabetico, la lista delle sacre rappresentazioni italiane del Rinascimento:

## A
- Anonimo
  - Rappresentazione di Sant'Orsola vergine et martire
- Anonimo
  - Rappresentazione dell'Ortolano limosinaro

## B
- Feo Belcari
  - Festa dell'Annunziazione di Nostra Donna
  - Rappresentazione di Abram e Isaac
  - Rappresentazione di San Giovanni Battista
  - Rappresentazione di San Panuzio
  - Rappresentazione dell'Ascensione
  - La rappresentazione quando la N. Donna Vergine Maria fu annunziata dall'angelo Gabriello
  - Rappresentazione del dì del Giudicio
  - Rappresentazione di San Giorgio come ferisce il drago

## C
- Castellano de' Castellani
  - Rappresentazione della conversione di Santa Maria Maddalena
  - Rappresentazione del figliuol prodigo
  - Rappresentazione di San Venanzio
  - Rappresentazione della cena e passione di Cristo
  - Rappresentazione di Sant'Eufrasia
  - Rappresentazione di Sant'Onofrio
  - Rappresentazione di Sant'Orsola
- Giovanni Maria Cecchi
  - L'esaltazione della Croce
  - L'acqua vino
  - L'incoronazione del re Saul
  - La morte di Re Achab

## D
- Giuliano Dati
  - Rappresentazione della Passione
- Giovan Battista Dell'Ottonaio
  - Rappresentazione di Abramo e Agar

## E
- Ercolano Ercolani
  - Eliodoro

## L
- Gasparo Licco
  - La trionfatrice Christina

## M
- Scipione di Manzano
  - Le lagrime di penitenza di Davide
- Lorenzo de' Medici
  - La rappresentazione dei Santi Giovanni e Paolo

## N
- Lodovico Nuti
  - Rappresentazione di Santa Chiara d'Assisi

## P
- Antonia Pulci
  - Rappresentazione di Santa Domitilla
  - Rappresentazione di Santa Guglielma
  - Rappresentazione di San Francesco
  - Rappresentazione di Giuseppe figlio di Giacob
  - Destruzione di Saul e il pianto di Davit
- Bernardo Pulci
  - Barlaam e Josafat
  - Passione di Gesù Cristo

## S
- Antonio Segni
  - Tragedia di Eustachio romano